# Runenstein 2 von Østerlars

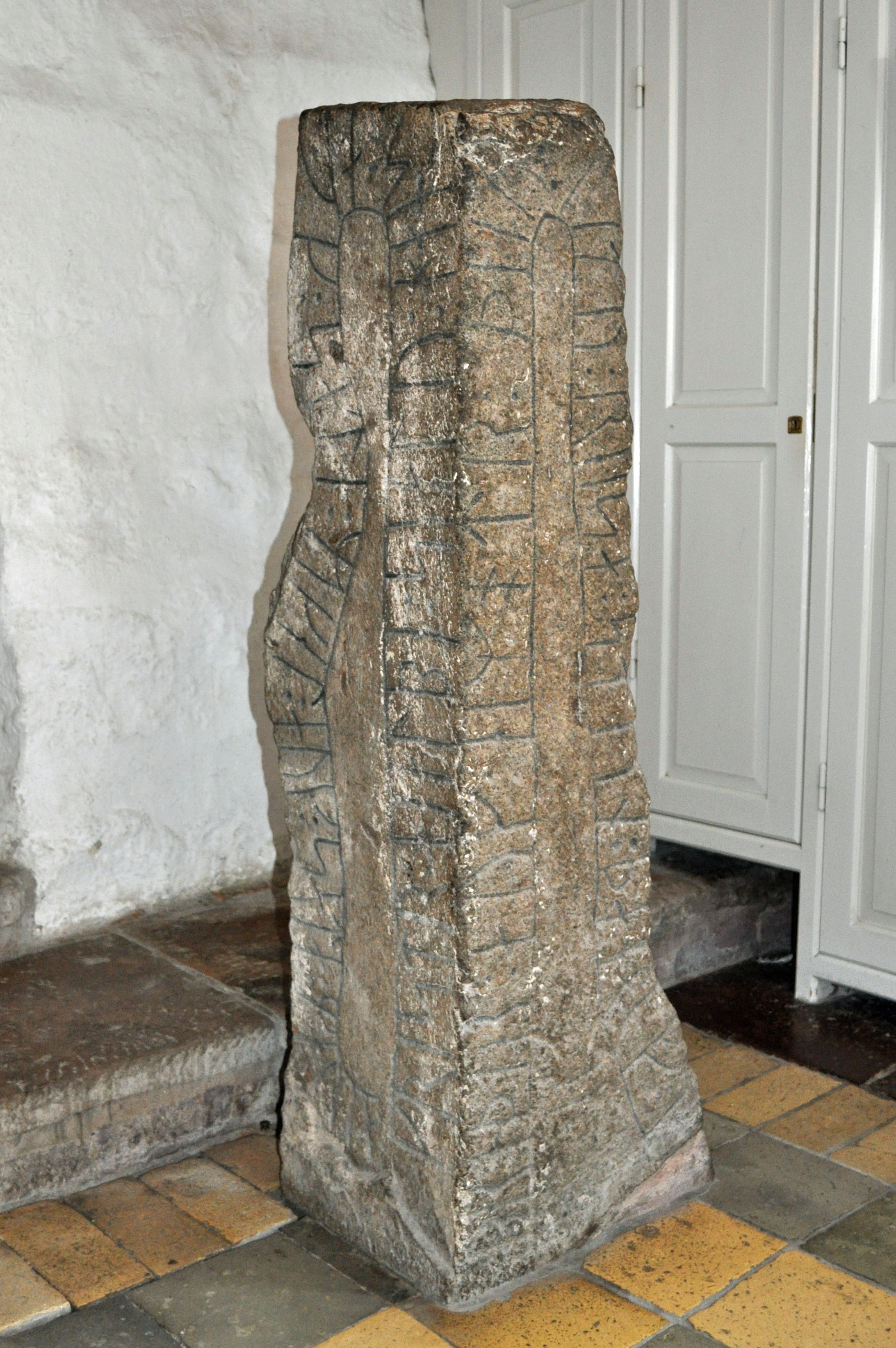
Runenstein DK Bh 49

Der 1921 im Turm eingemauert gefundene leicht beschädigte Runenstein 2 von Østerlars (oder DK Bh 49 auch DR 398) stammt vom Übergang der Wikingerzeit zum Frühmittelalter (1025–1075 n. Chr.) Er steht im Karnhaus der Kirche von Østerlars auf der dänischen Insel Bornholm.
Der Runenstein ist etwa quaderförmig; 1,63 m hoch, 29 bis 44 cm breit, aus Granit und auf drei benachbarten Flächen mit 8,5 bis 11,5 cm hohen Runen beschriftet. 
Die Inschrift im Schlangenband lautet: Bróðir und Eimundr setzten diesen Stein nach Sigmund, ihrem Vater. Christus  und St. Michael und St. Maria mögen seiner Seele helfen.
Vor der Kirche befindet sich der Runenstein 1 von Østerlars (DK Bh 48), als Sturz über einer Tür, der Runenstein 3 von Østerlars (DK Bh 50).